# Krążniczka kamienna
Krążniczka kamienna (Lecidea lapicida (Ach.) Ach) – gatunek grzybów z rodziny krążniczkowatych (Lecideaceae). Ze względu na współżycie z glonami zaliczany jest do grupy porostów.

## Systematyka i nazewnictwo
Pozycja w klasyfikacji według Index Fungorum: Lecidea, Lecideaceae, Lecideales, Lecanoromycetidae, Lecanoromycetes, Pezizomycotina, Ascomycota, Fungi.
Po raz pierwszy gatunek ten zdiagnozowany został przez Erika Achariusa w 1799 r. jako Lichen lapicida, ten sam autor w 1803 r. przeniósł go do rodzaju Lecidea.
Niektóre synonimy nazwy naukowej:

- Lecidea confluens var. ochromela Ach. 1803
- Lecidea contigua var. ochromela (Ach.) Mudd, 1861
- Lecidea contiguella Nyl. 1873
- Lecidea declinans (Nyl.) Nyl. 1878
- Lecidea declinascens Nyl. 1878
- Lecidea lapicida var. declinans Nyl. 1861
- Lecidea ochromela (Ach.) Anz 1860
- Lecidella declinascens (Nyl.) Arnold 1880
- Lecidella lapicida (Ach.) Körb. 1861
- Lichen lapicida Ach. 1799
- Patellaria lapicida (Ach.) Duby 1830[3].

Nazwa polska według opracowania W. Fałtynowicza.

## Morfologia
Plecha skorupiasta, niewyraźna, przeważnie tworząca odrębne, nieregularne areolki o grubości 0,1–0,4 mm. Areolki oddzielone są czarnymi szczelinami. Ich powierzchnia jest gładka i popękana, biała lub jasnoszara, czasami o barwie ochrowej, rdzawej lub czerwonawej, spowodowanej inkrustacją tlenkiem żelaza. Kora plechy ma grubość 10–30 μm, rdzeń jest biały, znajduje się w nim warstwa glonów o grubości 60–90 μm. Epihymenium o barwie od zielonkawej do czarno-brązowej i grubości 10–15 μm, hialinowe. Wstawki przeważnie nierozgałęzione, rzadko tylko anastomozujące z nabrzmiałych komórek wierzchołkowych.
Na plesze dość licznie występują czarnoobrzeżone apotecja o średnicy 1,2 -3 mm. Mają czarne i matowe, płaskie lub nieco wypukłe tarczki, gładkie, czasami lekko tylko oprószone. Brzeżek czarnobrązowy, o średnicy 30-80 (120) μm. Zarodniki bezbarwne, elipsoidalne, proste, o rozmiarach 8,9-14,5 × 4,6–7,3 μm. Pyknidia zanurzone w plesze. Powstają w nich cylindryczne, proste konidiospory o rozmiarach 11,5 – 12-16 (-22) × 1-1,3 um.
Reakcje barwne: rdzeń I + fioletowy, kora i rdzeń: K- lub K + żółty lub czerwony, C, KC-, P- lub P + żółty lub żółto pomarańczowy.

## Występowanie i siedlisko
Gatunek szeroko rozprzestrzeniony, szczególnie na obszarach o klimacie zimnym i umiarkowanym. Występuje na wszystkich kontynentach z wyjątkiem Afryki i Antarktydy (ale występuje w Antarktyce na Orkadach Południowych i Georgii Południowej). Występuje w całej Europie, aż po najdalej na północ wysunięte skrawki lądu: archipelag Svalbard i północne wybrzeża Grenlandii.
Rozwija się na skałach granitowych łupkach i innych kwaśnych skałach.